# حركة الجنين

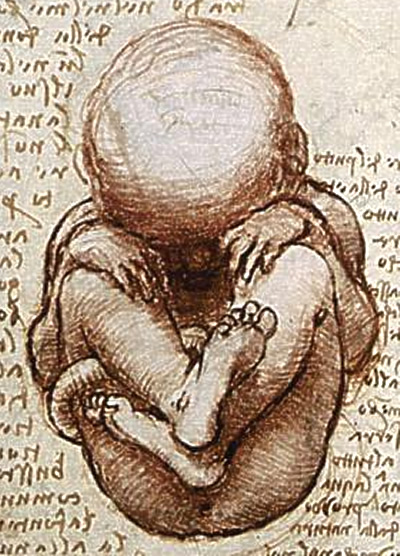
يتحرك الجنين البشري طوال تطوره بالكامل.

تشير حركة الجنين إلى الحركة الناجمة عن نشاط العضلات الخاص به. يبدأ النشاط الحركي خلال المرحلة الجنينية المتأخرة والتغيرات في الطبيعة طوال التطور. تبدأ العضلات في التحرك بمجرد تثبيتها. هذه الحركات الأولى ليست منعكسة، ولكنها ناشئة عن نبضات عصبية ذاتية المنشأ تنشأ في النخاع الشوكي. مع نضوج الجهاز العصبي، يمكن أن تتحرك العضلات استجابة للمنبهات.
وبصفة عامة، يمكن تصنيف حركة الجنين على أنها مفعمة بالحركة أو عفوية، ويمكن أن تحدث الحركات العفوية إما عن طريق العمود الفقري أو الدماغ. ما إذا كان يتم تحديد حركة فوق العمود الفقري يمكن استنتاجها عن طريق مقارنة حركات الجنين الدماغي.
تتناول هذه المقالة في المقام الأول الحركات الطوعية ورد الفعل. يتم إعطاء الأعمار كعمر من الإخصاب بدلاً من سن الحمل.
تزعم بعض المصادر أنه لا توجد حركة تطوعية إلا بعد الولادة. تقول مصادر أخرى أن الحركة الهادئة تبدأ قبل أشهر. تم استخدام الموجات فوق الصوتية ثلاثية الأبعاد لإنشاء صور متحركة لحركة الجنين، والتي تسمى «الموجات فوق الصوتية 4D».

## الحركة أثناء التطوير

### الأشهر الثلاثة الأولى

جنين يبلغ عمر الحمل 9 أسابيع و0 يوم. يتم توجيه الرأس إلى اليمين في الصورة. يتم تمييز القلب في وسط الجنين. يد مرئية أعلى قليلا.

#### المرحلة الجنينية
حتى قبل بدء مرحلة الجنين، يمكن لجنين بشري عمره ستة أسابيع أن يقوس ظهره ورقبته. قبل سبعة أسابيع، يمكن اكتشاف حركة في الذراعين والساقين بواسطة الموجات فوق الصوتية.

#### مرحلة الجنين
لن تتشكل أجزاء الدماغ الجنيني التي تتحكم في الحركة بشكل كامل حتى أواخر الثلث الثاني، والجزء الأول من الثلث الثالث. السيطرة على الحركة محدودة عند الولادة، وتتطور الحركات التطوعية الهادفة خلال فترة طويلة حتى البلوغ. وفقا لنظرة عامة أعدتها الكلية الملكية للأطباء في إدنبرة، تبدأ الحركة الهادفة في حوالي 18 أسبوعًا، لتحل تدريجياً محل حركات الانعكاس، ثم تتطور الحركات التطوعية الهادفة بعد الولادة.
في هذه الحركات المبكرة، تتحرك الأطراف معًا، حيث تبدأ في التحرك بشكل مستقل بحلول الأسبوع التاسع مع تطور الخلايا العصبية المسيطرة في النخاع الشوكي. في الأسبوع 11، يمكن للجنين أن يفتح فمه ويمتص أصابعه. في الأسبوع 12، يبدأ في ابتلاع السائل الأمنيوسي.
بالإضافة إلى الانحناءات الجانبية للرأس، تحدث حركات معقدة ومعممة في بداية مرحلة الجنين، مع حركات ومفاجات تشمل الجسم كله. لوحظت حركة اليدين والوركين والركبتين في تسعة أسابيع، والتمدد والتثاؤب في عشرة أسابيع، وحركات الأطراف المعزولة تبدأ بعد ذلك بوقت قصير.

### المرحلة الثانية
بحلول الأسبوع الثاني عشر تقريبًا، يكون الجنين قادرًا على ركل أصابع القدم وتجعيدها، وقد يدرك قدميه أو يخدش نفسه بأظافره. يمكن أن يتحرك أيضًا استجابةً لمسها على بشرتها. ابتداءً من الأسبوع الثاني عشر تقريبًا، يتحرك الحجاب الحاجز الصدري لأعلى ولأسفل كما لو كان الجنين يتنفس، لكن هذه الحركة تختفي حوالي الأسبوع 16 ولا تستأنف حتى الثلث الثالث من الحمل.
تستمر حركات مثل الركل، وعادة ما تشعر الأم بالحركة لأول مرة، وهو حدث يسمى السرعة، خلال الشهر الخامس. حول هذا الوقت، تصبح حركات الأطراف أكثر تعقيدًا، مع ثني المفاصل والأضلاع. هذا النشاط يساعد في التنمية المشتركة المناسبة. لدى النساء اللائي وضعن بالفعل عضلات رحمية أكثر استرخاءً وبالتالي تكون أكثر حساسية لحركة الجنين، ويمكن في بعض الأحيان الشعور بحركة الجنين لهن منذ 14 أسبوعًا.
بحلول الأسبوع 21 تقريبًا، يبدأ الجنين في وضع جدول منتظم للحركة. يوجد رد الفعل المنعكس في نصف جميع الأجنة بحلول الأسبوع 24، وفي جميع الأجنة بحلول الأسبوع 28. يتم تقييد الحركة في هذا الوقت تقريبًا لأن الجنين قد نما بشكل كبير بحيث لا يوجد لديه مساحة كبيرة للركل أو تغيير وضع الجسم.

### المرحلة الثالثة
في فترة لاحقة من الحمل، تتطور حركة معقدة تسمى «خطوة». تتكون هذه الحركة من حركة الأرجل الدائرية، مما يساعد الجنين على الانتقال إلى وضع الرأس لأسفل استعدادًا للولادة.

## التباين في مستوى النشاط
تُظهر الأجنة التي تتراوح أعمارها بين 14 و18 أسبوعًا إيقاعًا يوميًا واضحًا في مستوى نشاطها، والذي يمكن اكتشافه بواسطة تخطيط القلب الجنيني وقياس نشاط الحركة الحركية. الفترات النشطة والهادئة للجنين لا تتوافق مع فترات الأم؛ تكون الأجنة أكثر نشاطًا من الساعة 9 صباحًا إلى الساعة 2 مساءً ومرة أخرى من الساعة 7 مساءً إلى 4 صباحًا خلال الأسابيع الأربعة إلى الستة الأخيرة قبل الولادة، تحدث معظم حركات الجنين والركل أثناء النوم برفق.

## مراقبة حركة الجنين
بعد التسريع، قد تختار المرأة الحامل أن تعد عدد وأنواع الحركات التي تشعر بجنينها. تُعرف هذه الحصيلة بشكل غير رسمي بعدد الركلات. تنص رابطة الحمل الأمريكية على أن مزايا إجراء تهم الركل تتراوح بين إعطاء المرأة الحامل فرصة الارتباط مع طفلها إلى تقليل خطر الإملاص؛ يوصى بشكل خاص بعدد الركلات في حالات الحمل عالية الخطورة. ومع ذلك، فإن توجيه النساء لمراقبة حركات الجنين يرتبط على الأرجح بزيادة قلق الأمهات.
لإجراء ركلة، تجد المرأة وضعًا مريحًا، مثل الجلوس في وضع مستقيم مع دعم ظهرها أو الاستلقاء على جانبها الأيسر (مما يزيد تدفق الدم إلى الجنين)، ومرات ما يستغرقه الشعور بعشر حركات على الأقل كما ركلات، رفرفة، أو لفات. من الناحية المثالية، يجب أن يشعر عشر حركات في غضون ساعتين، على الرغم من أنه في كثير من الأحيان يتم الوصول إلى هذا العدد في فترة أقصر بكثير. يحث عدد أقل من عشر حركات على الاتصال المباشر مع القابلة أو وحدة الأمومة. 70% من حالات الحمل مع حلقة واحدة من انخفاض حركات الجنين غير معقدة.
لا توجد أدلة جيدة تشير إلى أفضل طريقة لحساب حركة الجنين. كان هناك اقتراح بأن العد الرسمي للحركة مثل العد إلى 10 أو حركات العد في وقت معين كل يوم كان أكثر فعالية من طريقة غير محددة في اكتشاف متى كان الطفل في محنة. هناك حاجة إلى مزيد من البحث لتحديد ما إذا كانت حركات العد تقلل من معدلات الإملاص ولا سيما في البلدان التي لا تتوافر فيها الموارد بسهولة.
في المملكة المتحدة، تقول الكلية الملكية لأطباء التوليد وأمراض النساء إنه إذا كنت تعتقد أن طفلك قد توقف عن الحركة أو يتحرك أقل وأنك حامل على مدار 28 أسبوعًا، فيجب عليك الاتصال بممرضة التوليد. لا تنتظر حتى اليوم التالي للاتصال بالمستشفى أو القابلة.